# 南和田村
南和田村（みなみわだむら）は、長野県下伊那郡にあった村。現在の飯田市南信濃南和田にあたる。

## 地理
- 山：戸倉山、黒石岳
- 河川：遠山川

## 歴史
- 1882年（明治15年）9月7日 - 和田村の一部が分立して南和田村となる。
- 1889年（明治22年）4月1日 - 町村制の施行により、南和田村が単独で自治体を形成。
- 1955年（昭和30年）4月1日 - 和田村・八重河内村と合併して遠山村が発足。同日南和田村廃止。
- 1960年（昭和35年）4月1日 - 遠山村が木沢村と合併して南信濃村が発足。
- 2005年（平成17年）10月1日 - 南信濃村が飯田市に編入。